# Aspidogaster ascidiae
Aspidogaster ascidiae är en plattmaskart som beskrevs av Diesing 1858. Aspidogaster ascidiae ingår i släktet Aspidogaster och familjen Aspidogastridae. Inga underarter finns listade i Catalogue of Life.